# Rym tautologiczny
Rym tautologiczny – zestawienie w pozycji rymowej tego samego słowa. Jako że powtórzenie słowa na końcu wersu to epifora, rymy tautologiczne określa się również mianem rymów epiforycznych.
Z Twej śmierci, Jezu, dochodzim żywota.
Śmierć podejmując dla nas, władzą śmierci
Bierzesz, a z Twej k nam miłości tej śmierci
Moc dawasz, co nas wpuszcza do żywota.

Śmierć, ty godność przechodzisz żywota,
Bo tobą człek ujść może wiecznej śmierci.
Nie ma nic nad cię, święta wdzięczna śmierci,
Droższego ten skarb zmiennego żywota.

Przeto i mnie zbrzydł żywot; pragnąc śmierci,
Gdyż śmierć tylko wwieść może do żywota,
Tak wielka waga w mych zmysłach tej śmierci.

Tak ja mrąc żyję; konam, tak żywota
Pochodzę i tak pożądam tej śmierci,
Że w niej jest rozkosz mojego żywota.
(Sebastian Grabowiecki, Z Twej śmierci, Jezu, dochodzim żywota)
Rymy tautologiczne występują w wierszu czeskiego poety Josefa Hory :
Otevřel jsem okno do tmy tekuté,
hvězdy na mne střikly se slavičím zpěvem.
Pamatuješ na tmu se slavičím zpěvem
v oné noci černé, husté, tekuté?

Otevřel jsem okno do tmy stříbrné,
kolem mne jak šál se omotal šum jezu.
Pamatuješ na tu těžkou vůni bezu
na měkkém dně noci oné stříbrné?

Otevřel jsem okno do tmy, hovořící
se slavíkem, jezem, s kruhy na měsíci,
s doznívajícími kroky na silnici.

Otevřel jsem okno, kroky zašly v tichu,
kroky našich dávných, sladkých, plachých hříchů
po tekuté tmě a po stříbrném tichu.
(Josef Hora, Okno)
Rym tautologiczny należy odróżnić od rymu homonimicznego, w którym zestawiane są różne słowa o tym samym brzmieniu (homonimy).